# Vadim Oswalt
Vadim Oswalt (* 1957 in Beirut) ist ein deutscher Historiker und Geschichtsdidaktiker.

## Leben
Nach dem Abitur 1977 am Goethe-Gymnasium (Frankfurt am Main) studierte er von 1978 bis 1981 Philosophie, Kunstgeschichte und Musikwissenschaft an der Ludwig-Maximilians-Universität München, von 1980 bis 1981 an der Universität Florenz und ab 1981 Geschichte, Germanistik und Anglistik an der Eberhard-Karls-Universität Tübingen. Von 1983 bis 1984 war er Hochschulassistent am Trinity College Dublin am „Department of Germanic Studies“ 1990 legte er das II. Staatsexamen und wurde Studienrat am Karl-Maybach-Gymnasium Friedrichshafen. 1995 wurde er Studienrat a.e. H. im Fach Geschichte an der PH Weingarten (seit 2000 OSTR.) mit dem Schwerpunkt Neuere und Neueste Geschichte und Geschichtsdidaktik. Nach der Promotion 1999 in Tübingen wurde ihm 2000 der Franz-Ludwig-Baumann-Preis der Gesellschaft Oberschwaben für Geschichte und Kultur für die Dissertation verliehen. Seit 2004 lehrt er als Professor für Didaktik der Geschichte an der Universität Gießen. Seit 2008 ist er Sprecher des Netzwerks Bildungswissenschaften an der Justus-Liebig-Universität Gießen. Sprecher der Sektion 2 „Medien und Didaktik“ im Zentrum für Medien und Interaktivität. 2014 wurde er zum Herder Chair durch das Herder-Institut-Marburg ernannt.
Seine Forschungsschwerpunkte sind Geschichtsdidaktik des Raums, Geschichtskarten, neue Medien in historischen Lehr-Lernprozessen, Bilder im historischen Lernen, Theorie historischen Lehren und Lernens und Modernisierungsprozesse im 19. Jahrhundert.

## Schriften (Auswahl)
- Staat und ländliche Lebenswelt in Oberschwaben 1810–1871. (k)ein Kapitel im Zivilisationsprozeß?. Leinfelden-Echterdingen 2000, ISBN 3-7995-5229-4.
- Multimediale Programme im Geschichtsunterricht. Schwalbach am Taunus 2002, ISBN 3-87920-749-6.
- Weltkarten – Weltbilder. Zehn Schlüsseldokumente der Globalgeschichte. Stuttgart 2015, ISBN 3-15-020382-1.
- Planung von Unterrichtseinheiten. Wie man Geschichte (an)ordnen kann. Schwalbach am Taunus 2016, ISBN 3-7344-0239-5.